# سیارک ۲۲۸۱۹
سیارک ۲۲۸۱۹ (به انگلیسی: 22819 Davidtao، نامگذاری:1999RY26) بیست و دو هزار و هشتصد و نوزدهمین سیارک کشف شده‌است که در ۷ سپتامبر ۱۹۹۹ کشف شد.
قدر مطلق سیارک برابر ۱۰.۲ است.